# Besta de carga

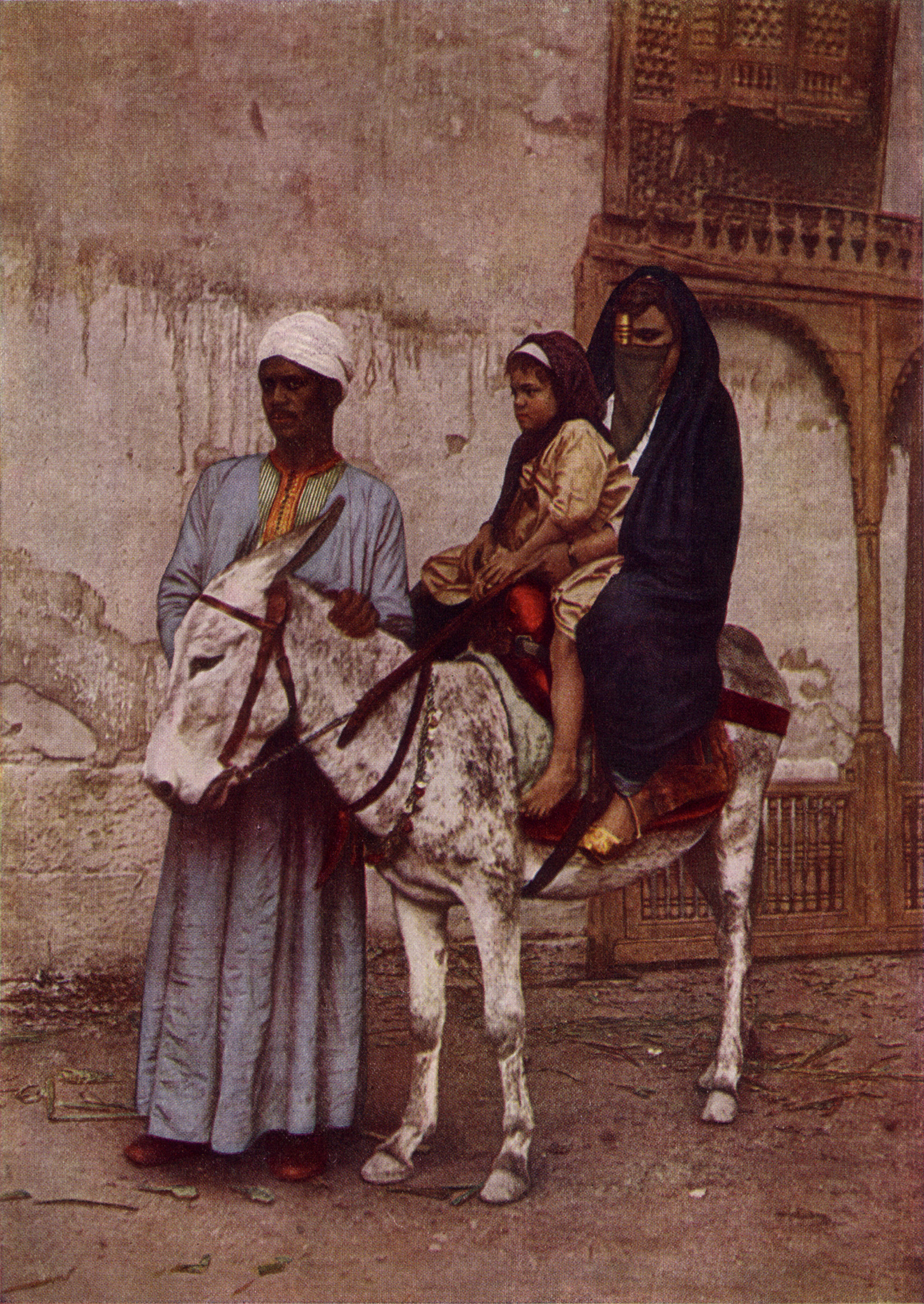
Um burro, o "automóvel do Oriente", transportando duas pessoas.

Um animal de carga ou azémola é um animal usado por humanos como meio de transporte de materiais carregados sobre o dorso do animal. O termo pode ser empregado para um animal individual ou em referência a uma determinada espécie.
Muitas espécies de ungulados são utilizadas tradicionalmente como bestas de carga, incluindo elefantes, camelos, dromedários, iaques, renas, búfalos e lhamas, bem como muitos dos Equidae domesticados (família do cavalo).